# 662 Newtonia
662 Newtonia је астероид главног астероидног појаса са пречником од приближно 23,62 .
Афел астероида је на удаљености од 3,101 астрономских јединица (АЈ) од Сунца, а перихел на 2,009 АЈ.
Ексцентрицитет орбите износи 0,213, инклинација (нагиб) орбите у односу на раван еклиптике 4,116 степени, а орбитални период износи 1492,042 дана (4,084 године).
Апсолутна магнитуда астероида је 10,50 а геометријски албедо 0,199.
Астероид је откривен 30. марта 1908. године.